# Haut Comité arabe

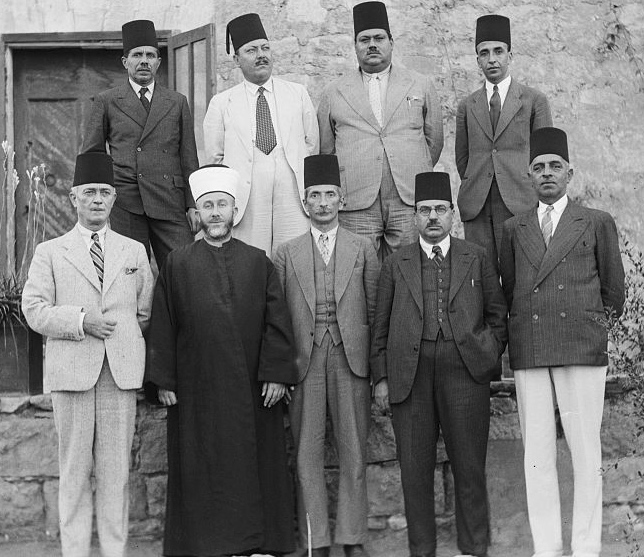
Membres du Haut Comité arabe, 1936. De gauche à droite: Raghib al-Nashashibi, Mohammed Amin al-Husseini, Ahmed Hilmi Pasha, directeur général de la Jerusalem Arab Bank, Abdul Latif Bey es-Salah, directeur du Parti national arabe.

Le Haut Comité arabe était l'organe politique central de la communauté arabe de Palestine et « seul représentant [officiel] de tous les Arabes de Palestine ». 

## Histoire

### Mandat britannique
Il fut fondé en 1936 pendant la grande révolte arabe. Son président était le grand mufti Amin al-Husseini qui le dirigeait depuis le Caire où il était installé avec l'appui égyptien. Il comprenait également Raghib al-Nashashibi, du Parti de la défense nationale, Jamal al-Husseini, du Parti arabe palestinien, Yaqub al-Ghusayn, Abd al-Latif Salah, du Bloc national, Hussein al-Khalidi, du Parti réformateur et Awni Abd al-Hadi, dirigeant du Parti de l'Indépendance qui en était également le secrétaire Général.
Le Haut Comité arabe fut déclaré illégal par les Britanniques en 1937.
En avril 1946, ses membres étaient : Jamal al-Husseini, Tewfiq al-Husseini, Yusif Sahyun, Kamil al-Dajani, Emile al-Ghury, Rafiq al-Tamimi et Anwar al-Khatib (tous membres ou affiliés au Parti arabe palestinien), Izzat Tannus (un médecin chrétien indépendant) ; Antone Attallah (membre de la communauté grecque orthodoxe) ; Ahmed Choukairy (nationaliste arabe avocat à Acre) ; Sami Taha et le Dr Yusif Haykal (maire de Jaffa, politiquement indépendant).
À la mi-1946, les membres furent restreints à al-Husseini, al-Khalidi, Hilmi Pacha et al-Ghury mais au début de 1947, le Haut Comité arabe fut rejoint par Hassan Abu Sa'ud, Izhak Darwish al-Husseini, Izzat Darwaza, Rafiq al-Tamimi et Mu'in al-Madi, tous partisans d'Amin al-Husseini.
Pendant l'enquête des Nations unies ayant abouti au plan de partage de la Palestine, le Haut Comité arabe refusa toute coopération avec l'ONU, considérant que « les droits naturels des Arabes de Palestine sont évidents et ne peuvent continuer à faire l'objet d'enquête », ce que beaucoup d'auteurs considèrent avoir été une erreur tactique.

### Guerre de 1947-1948
Dès les premiers affrontements, la moitié des membres du Haut Comité prennent la fuite. Ne restent présents que Emil Ghouri, Ahmad Hilmi, premier ministre du gouvernement de toute la Palestine, Rafiq al-Tamimi, Mu'in al-Madi (en) et Hussein al-Khalidi. Le grand mufti exilé au Caire, avec ses plus proches collaborateurs, le président par interim Jamal al-Husseini parti aux États-Unis, la population arabe de Palestine est « une nation sans chef ».
Le 23 septembre 1948, le Haut Comité se réunit à Gaza et proclame la formation du gouvernement arabe de toute la Palestine. Quelques jours plus tard, une Assemblée constituante se réunit, élit le mufti comme président et prend le nom de Conseil national palestinien. L'Assemblée vote également une Constitution provisoire.